# مرگ لیلاه آلکورن
لیلاه آلکورن (به انگلیسی: Leelah Alcorn) (۱۵ نوامبر ۱۹۹۷–۲۸ دسامبر ۲۰۱۴) ترازن آمریکایی ۱۷ ساله‌ای بود که به دلیل درمان‌های غلط و فشار اجتماعی دست به خودکشی زد.
خودکشی او بازتاب گسترده‌ای داشت و باعث شد تا بیانیه‌ای با امضای ۳۳۰٫۰۰۹ نفر ایجاد شود تا گفتگو درمانی برای تراجنسی‌ها حذف شود.

## زندگی
او در ۱۵ نوامبر ۱۹۹۷ با نام جاشوآ ریان آلکورن و با جنس مرد در یک خانواده محافظه کار مسیحی متولد شد. او هیچگاه نام خود را نپذیرفت و نام لیلاه را برای خود انتخاب کرد. او نامه خودکشی اش را نیز به صورت لیلا (جاش) آلکورن امضاء کرد
او در ۱۴ سالگی متوجه شد که یک تراجنسی است و آن را با خانواده خود در میان گذاشت. اما خانواده وی هویت او را نپذیرفتند و وی را از طی کردن مراحل تغییر منع کردند.
او با یک بازخورد منفی از سمت مادرش روبرو شد و مادرش به او گفت این تنها یک دوره زودگذر است و خداوند او را همینگونه خلق کرده و باید آن را بپذیرد. خودش می‌گوید این حرف‌ها باعث شد تا از خودش متنفر شود و دچار افسردگی شود
در ۱۶ سالگی، خانواده لیلاه او را مجبور به گفتار درمانی مذهبی کردند تا وی را از تصمیمش منصرف کنند و او را مجبور به پذیرش اندام جنسی زمان تولدش کنند.
در آن جا نیز درمانگران مسیحی وی را خودخواه و خطاکار خطاب می‌کردند و به او می‌گفتند که باید برای گذر از این مرحله از خدا کمک بخواهد
لیلاه در مدرسه خود به یکی از دانش آموزان پسر علاقه نشان می‌دهد و خانواده اش این موضوع را متوجه می‌شوند و او را از رفتن به مدرسه منع می‌کنند و در خانه حبس کرده و ارتباط او را با تمام شبکه‌های اجتماعی قطع می‌کند. این قرنطینه ۵ ماه طول کشید و بنا برگفته‌های خود لیلاه این دوران باعث تشدید افسردگی و تنهایی وی شد و تفکر خودکشی را به ذهن وی متبادر کرد.
پس از این دوران والدینش تلفن همراه او را پس دادند و اجازه ارتباط با دوستانش را به او دادند اما دوستان قبلی او دیگر مایل به ادامه دوستی با وی نبودند و او همچنان تنها بود.

## مرگ
او در ۲۸ دسامبر ۲۰۱۴ ساعت ۲٫۲۰ خود را جلوی یک کامیون در بزرگراه میان ایالتی ۷۱ انداخت و به زندگی خودش پایان داد.
او پیش از خودکشی مطلبی را در تامبلر زمان‌بندی کرده بود تا در ساعت ۱۷٫۳۰ منتشر شود.
این مطلب نامه خودکشی وی بود و او از دلایل خودکشی خودش در این نامه نوشته بود
«اگر شما دارید این متن را می‌خوانید یعنی من سرانجام خودکشی کرده‌ام و نتوانسته‌ام جلوی زمانبندی انتشار این متن را بگیرم. لطفاً غمگین نباشید. اینطوری بهتر است. این زندگی ارزش زنده بودن من را نداشتم؛ زیرا من یک ترنس هستم. دلم می‌خواهد دربارهٔ این حسم توضیح بدهم اما این نوشته به اندازه ی کافی طولانی هست. اما اگر بخواهم ساده بگویم من دختری هستم که در یک جسم مردانه حبس شده‌ام. فکر کنم از چهار سالگی این حس با من بود. آن زمان‌ها نمی‌دانستم که اسمی هم برای این احساس وجود دارد یا حتی می‌شود کاری کرد که جسمم هم دختر شود برای همین به هیچ‌کس حرفی نزدم و فقط سعی می‌کردم کمی پسرانه تر رفتار کنم.
وقتی ۱۴ سالم بود متوجه شدم ترنس یعنی چه و از خوشحالی گریه کردم. بعد از ۱۰ سال گیج بودن سرانجام متوجه شدم چه کسی هستم. من بلافاصله سراغ مادرم رفتم و برای او تعریف کردم ولی واکنش او بسیار منفی بود. او به من گفت این یک مرحله گذرا است و من دختر نیستم. او گفت خدا در خلقت اشتباه نمی‌کند و این من هستم که دارم اشتباه می‌کنم.
اگر شما پدر و مادر هستید و در حال خواندن این متن هستید یا اگر عقاید مشابهی دارید یا مخالف تغییر جنسیت هستید هیچوقت این را به فرزندتان یا دیگران نگویید. مخصوصاً فرزندانتان. این حرف تنها باعث می‌شود او از خودش بدش بیاید و متنفر شود. درست مانند اتفاقی که برای من افتاد.

مادرم من را پیش یک درمانگر برد. اما درمانگرانی که خودش صلاح می‌دانست. کسانی که بسیار مغرضانه رفتار می‌کردند. در واقع من پیش درمانگر نمی‌رفتم زیرا درمان من برطرف کردن افسردگی ام بود چیزی که در هیچ‌کدام از این جلسات اتفاق نمی‌افتاد بلکه بیشتر من را تحت فشار می‌گذاشتند که خودخواه هستم و اشتباه می‌کنم و باید از رفتارم خجالت بکشم.
زمانی که شانزده سالم بود متوجه شدم که والدین من هیچگاه پشتیبان من نخواهند بود و من مجبورم تا ۱۸ سالگی صبر کنم تا بتوانم مراحل تغییر جنسیتم را شروع کنم. حقیقتی که قلب من را شکست زیرا هرچه بیشتر بگذرد شروع تغییر سخت‌تر خواهد بود. من احساس ناامیدی می‌کردم و آینده‌ای را می‌دیدم که همه به من به چشم یک مرد نگاه می‌کنند. در تولد شانزده سالگیم وقتی دیدم رضایت والدینم را نمی‌توانم جلب کنم فقط گریه کردم.
حس تنفر سختی نسبت به والدینم پیدا کرده بودم. در مدرسه خودم را یک همجنسگرا جا زدم زیرا برای مردم کمتر عجیب و غریب بود تا ترنس بودن.
با وجود اینکه واکنش دوستانم مثبت بود اما والدینم به شدت عصبانی شدند. آن‌ها فکر می‌کردند من می‌خواهم آن‌ها خجالت دهم یا با آبروی آن‌ها بازی کنم. آن‌ها می‌خواستند من یک مسیحی تمام عیار باشم اما من نمی‌توانستم.
آن‌ها من را از مدرسه‌ام بیرون آوردند و در خانه و بدون لپ‌تاپ و موبایلم حبس کردند و البته حق دسترسی به هیچ شبکه اجتماعی هم نداشتم حتی ارتباط با دوستانم هم ممنوع بود. این تحریم‌ها درست در اوج دوران افسردگی من بود و تعجب می‌کنم که چطور توانستم این مدت را سپری کنم. من پنج ماه تمام ارتباطم با بیرون قطع بود. بدون دوست، بدون حمایت و بدون عشق و احساس. فقط من بودم و ظلمی که والدینم به من داشتند.
با اتمام سال تحصیلی سر انجام والدینم موبایل من را پس دادند و توانستم باز هم به اجتماع برگردم. واقعاً هیجان زده بودم. بالاخره توانسته بودم با دوستانم صحبت کنم و آن‌ها هم برای دیدن من هیجان زده بودند. اما همه اینها برای اوایلش بود. بعد از گذشت مدت کمی آن‌ها دیگر دوست نداشتند با من باشند و تازه متوجه شدم چقدر تنها هستم.
بعد از گذشت یک تابستان که تقریباً هیچ دوستی در کنارم نبود و فکر و خیال رفتن به رفتن به دبیرستان، پس‌انداز پول برای بعدها، افت نکردن درس‌ها، رفتن هفتگی به کلیسا و اینکه می‌دیدم هر کسی آن جا هست از وجود افرادی مثل من نفرت دارد، بالاخره تصمیم را گرفتم و پیش خودم گفتم که دیگر کافی است.
من هیچوقت نمی‌توانم مراحل تغییر جنسیتم را با موفقیت شروع کنم و به پایان برسانم، من هیچوقت با این راهی که در آن هستم احساس خوشحالی نخواهم کرد، من هیچوقت دوستانی نخواهم داشت که مرا درک کنند و در کنار آن‌ها خوشحال باشم، من هیچوقت عشق و علاقه‌ای نخواهم داشت که راضی باشم، هیچوقت هیچ مردی عاشق من نخواهد شد، هیچوقت طعم خوشحالی را نخواهم چشید. من یک مرد تنها بودم که دلش می‌خواست زن باشد یا شاید هم یک زن خیلی خیلی تنها بودم که از خودش تنفر داشت.
هیچ پیروزی نبود. هیچ راه فراری نبود. من به اندازه کافی غمگین هستم. دیگر نمی‌خواهم زندگیم بدتر شود. مردم می‌گویند «همه چیز درست می‌شود» اما برای زندگی من همه چیز بدتر می‌شود
این تمام حرف من بود. دلیل اینکه چرا می‌خواهم خودم را بکشم. البته ببخشید که شاید از نظر شما دلیل قانع کننده‌ای نباشد اما برای خودم خیلی قانع کننده است.
من وصیت می‌کنم که تمام اموال قانونی ام تبدیل به پول نقد شود و به همراه پول خودم در بانک جمعاً به گروه حامی ترنس‌ها اهدا شود.
زمانی روح من آرامش خواهد داشت که بدانم در دنیا هر ترنسی از حقوق و مزایای شهروندی مانند سایرین برخوردار است
مرگ من هم به آمار سالانه خودکشی‌های ترنس‌ها اضافه خواهد شد اما اگر کسی از تعداد بالای این خودکشی‌ها ابراز تعجب کرد و در پی اصلاح و برطرف کردن آن رفت بهتر است به او بگویید اول باید از جامعه شروع کرد نه از خود ترنس‌ها. خدانگهدار»— لیلاه (جاش) آلکورن، 
کمی بعد نیز نامه دومی به نام معذرت خواهی منتشر شد. او در این نامه از دوستان و کسانی که به خاطر مرگش ناراحت شده بودند معذرت خواهی کرده بود و در ادامه خطاب به والدینش نوشته بود که: «لعنتی‌ها شما نمی‌توانید جلوی این موضوع را بگیرید»
همچنین در تحقیقات پلیس یک نامه دست‌نویس هم از وی در اتاقش پیدا شد که مادرش قصد معدوم کردن آن را داشته‌است.
پلیس جاده‌ای ایالت اوهایو در یک گزارش ۲۶ برگی و پس از ۴ ماه تحقیق، مرگ لیلاه را خودکشی تشخیص داد و آن را تأیید کرد

## بازخوردها
خانواده لیلاه حتی پس از مرگ نیز هویت او را باور نکردند
مادر او در یادداشتی در فیسبوک خود نوشت: «پسر ۱۶ ساله زیبای من صبح زود برای پیاده‌روی بیرون رفته بود و متأسفانه پس از تصادف با یک کامیون فوت کرده‌است. از اینگه نگران ما هستید ممنونم در دعای خود مارا فراموش نکنید»
البته پس از آن حساب کاربری خود را به صورت خصوصی درآورد
حساب کاربری لیلاه در تامبلر پس از مدتی حذف شد. به نظر می‌رسد این کار به درخواست خانواده وی انجام شد.
در سایت change.org بیانیه‌ای منتشر شد که از باراک اوباما درخواست می‌کرد تا قانونی را تصویب کند که از ترنس‌های نوجوان در قبال درمان‌های اشتباه و اجباری جلوگیری کند. این بیانیه بیش از ۳۰۰٫۰۰۰ امضاء جمع کرد.
این بیانیه خطاب به باراک اوباما، سناتور هری رید و نانسی پلوسی است و قانون لیلاه نام گرفته‌است.
در دنیای مجازی و واقعی هرکس به نوبه خود و با روش خود سعی در ادای احترام به این نوجوان را داشته‌است. عده‌ای با تجمع، عده‌ای با تصویرسازی، با نقاشی کشیدن و هر راه دیگری که بلد بودند
ترنس‌ها و حامیان حقوق تراجنسی در میدان ترافالگار لندن دور هم جمع شدند تا یاد و خاطره لیلاه را گرامی بدارند
دن ساواج فعال حقوق همجنسگرایان در توییتر بیان کرد که خانواده لیلاه باید به دلیل فوت او تحت پیگرد قانونی قرار بگیرند زیرا در واقع اقدامات خانواده اش او را جلوی کامیون انداخت و باعث مرگ او شد. او همچنین اعتقاد داشت حضانت سایر فرزندان این پدر و مادر باید از آن‌ها سلب شود
مادر لیلاه در مصاحبه‌ای با CNN به برخی انتقادات پاسخ داد و بیان کرد: «ما او را بی قید و شرط دوست داشتیم. ما عاشق او بودیم. من پسرم را دوست داشتم. مردم باید بدانند که من عاشق پسرم بودم. او یک بچه خوب بود. او یک پسر خوب بود.»
پدر لیلاه در ایمیلی به شبکه محلی WCPO-TV بیان کرد که: «ما پسرمان جاشوآ را دوست داشتیم و از فوت او به شدت ناراحتیم. ما نمی‌خواهیم وارد بازی‌های سیاسی یا جنگ با مردم و رسانه‌هایی بشیم که او را نمی‌شناسند. ما فقط می‌خواهیم در خلوت خودمان ناراحت باشیم. ما نمی‌خواهیم از کلمات ما علیه خود ما استفاده کنند.»
در پس اظهارات والدین لیلاه ماری الیزابت در وبسایت سالن نوشت که: «اینکه بگوییم مادر لیلاه او را دوست نداشته درست نیست اما اینکه مادرش می‌گوید او را بدون قید و شرط دوست داشتیم مشخص می‌کند که درک درستی از کلمه بی قید و شرط ندارد و این یک تراژدی است.»
یوهانا اولسون مدیر بخش سلامت ترنس‌های نوجوان در بیمارستان کودکان لس آنجلس در مصاحبه با مجله پیپل می‌گوید: «آیا پدر و مادر لیلاه او را دوست داشتند؟ مطمینا بله. اما آیا او را حمایت می‌کردند؟ خیر. آن‌ها حامی فرزندشان نبودند. این یک تراژدی است»
در ادامه یک کمپین فیسبوکی به نام عدالت برای لیلاه آلکورن ایجاد شد و این کمپین بیانیه‌ای در سایت change.org ایجاد کرد و خواهان ممنوعیت گفتگو درمانی برای ترنس‌ها شد. این بیانیه ۳۳۰٫۰۰۹ امضاء جمع کرد. این بیانیه عنوان سریع‌ترین رشد امضاء در سال ۲۰۱۴ در سایت change.org را کسب کرد.
همچنین در ادامه در بخش ما مردم در سایت کاخ سفید دادخواست مشابهی ایجاد شد و بیش از صد هزار امضاء جمع‌آوری کرد.
در پاسخ به این موارد باراک اوباما گفتگو درمانی برای ترنس‌هایی که زیر سن قانونی هستند را ممنوع اعلام کرد